# Exszindierungsklage
Die Exszindierungsklage (Exszindierung – Auslöschung, Vernichtung), auch als Drittwiderspruchsklage oder Aussonderungsklage bezeichnet, steht den Personen offen, die ein eigenes Recht an einem  bei einem Schuldner gepfändeten Gegenstand geltend machen wollen (§ 37 Abs. 1 EO).

## Umfang und Inhalt der Klage
Die Exekution (Deutschland: Pfändungshandlung) in das Vermögen des Schuldners erfolgt grundsätzlich nach dem äußeren Anschein und der Vermutung (Fiktion), dass der Schuldner auch Eigentümer der bei ihm befindlichen Gegenstände ist.
Beispiel: Es wird ein Notebook gepfändet. Der wahre Eigentümer wendet ein, dass das beim Schuldner gepfändete Notebook nur an diesen verliehen worden sei. Wahrer Eigentümer ist daher ein Anderer als der Schuldner, dem die Klage gegen die Exekution zusteht, da fremde Sachen nicht ohne Zustimmung des Eigentümers zugunsten eines Anderen pfändbar sind. Findet eine solche abgeirrte Exekution dennoch statt, muss dem wahren Eigentümer ein Rechtsmittel dagegen zustehen. Dies ist die Exszindierungsklage.
Die Verpflichtung zur Geltendmachung der Rechte an einer Sache obliegt demjenigen, der das Recht geltend macht. Die Beweislast für die wahren Eigentumsverhältnisse bzw. Ansprüche gegen den Schuldner, welche eine Exszindierung zulassen, trägt derjenige, welcher die Klage erhebt. Klageberechtigt sind zum Beispiel: der Vermieter,  Verleiher, Miteigentümer, Vorbehaltseigentümer, Sicherungseigentümer, Familienangehöriger als Eigentümer einer Sache, ein Treuhänder. Beklagter ist meist der betreibende Gläubiger, manchmal auch der Schuldner. Es können auch beide als Beklagte in Anspruch genommen werden (§ 37 Abs. 2 EO – Streitgenossenschaft). Die Klage kann erhoben werden, sobald nach Gerichtsanhängigkeit das Exekutionsobjekt feststeht. Wird der Klage stattgegeben, ist die Exekution in die Sache von Amts wegen einzustellen (§ 37 Abs. 4 EO).
Zuständig für die Exszindierungsklage ist, je nachdem ob sie „vor oder nach Beginn des Executionsvollzuges angebracht wird, das Gericht, bei dem die Bewilligung der Execution in erster Instanz beantragt wurde, oder das Executionsgericht“ (§ 37 Abs. 3 EO).

## Liechtenstein
Das Exszendierungsverfahren wurde fast wortgleich in der liechtensteinischen Exekutionsordnung (Art 20 EO) aus Österreich übernommen (rezipiert) und als "Widerspruchs- (Exszindierungs-) verfahren" bezeichnet.